# Hales-Diskontinuität
Die Hales-Diskontinuität ist eine vermutete, lokal begrenzte Grenzschicht zwischen zwei Gesteinsschichten des obersten Erdmantels. Sie ist definiert durch eine Zunahme der seismischen Geschwindigkeiten in einer Tiefe von ca. 80–100 km. Benannt wurde sie nach Anton L. Hales, einem in Südafrika geborenen Geophysiker, der eine solche Grenzschicht 1969 mit seismischen Methoden unter den zentralen Vereinigten Staaten entdeckt hat.
Die Zunahme der seismischen Geschwindigkeit erklärte Hales mit einer Erhöhung der Dichte des Gesteins. Diese wiederum führte er auf einen Phasenübergang des Spinell zu Granat im Gestein zurückgeführt. Theoretische Analysen zeigen jedoch, dass der errechnete Impedanzkontrast dieses Übergangs nicht ausreicht, um die Beobachtung zu erklären, so dass andere Mechanismen in Betracht gezogen werden müssen.
Vergleichbare Phänomene innerhalb der Lithosphäre wurden im Arabischen Schild sowie im kanadischen Kraton – dem alten Festlandskern – beobachtet. Hier werden die Geschwindigkeitszunahmen durch andere Effekte erklärt, wie etwa Mineralumwandlung durch Metasomatose oder anisotrope Ausbreitungsgeschwindigkeiten im Gesteins. Auf Grund der wenigen Beobachtungen und deren lokal sehr begrenzten Ausdehnung ist die Hales-Diskontinuität von nur geringer Bedeutung in Hinblick auf die Strukturen und die vorherrschenden Prozesse im Inneren des Erdkörpers.